# Deportes Puerto Montt
Club de Deportes Puerto Montt – chilijski klub piłkarski z siedzibą w mieście Puerto Montt, stolicy regionu Los Lagos.

## Osiągnięcia
- Mistrz drugiej ligi chilijskiej (Primera B): 2002

## Historia
Klub założony został 6 maja 1983 roku i gra obecnie w pierwszej lidze chilijskiej (Primera División de Chile).